# VGP

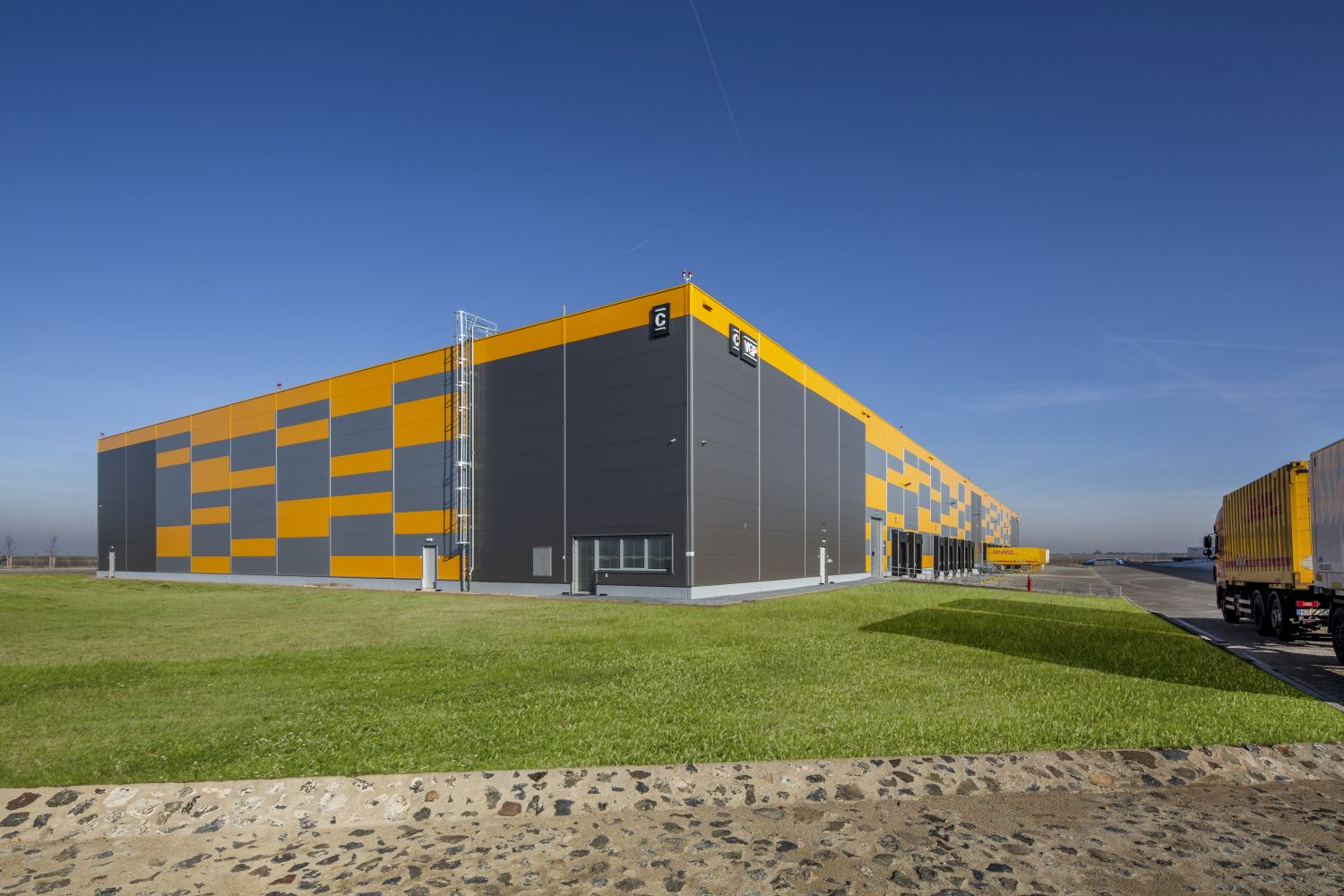
Industriepark VGP Groep

VGP is een pan-Europese ontwikkelaar, bouwer en eigenaar van logistiek vastgoed en industrieparken. VGP Group heeft zijn hoofdkantoor in Antwerpen, België.

## Geschiedenis
VGP werd in 1998 opgericht door Jan Van Geet samen met Bart Van Malderen en Jan Prochàzka als familiebedrijf in Tsjechië.
In 2007 ging VGP naar de beurs op Euronext en de beurs van Praag. Vervolgens breidde het bedrijf in de jaren 2000 uit naar Midden-Europa en de Baltische staten.
In 2022 had VGP ongeveer 380 mensen in dienst en genereerde een omzet van ongeveer 85 miljoen euro.